# Rußige Taschenratte
Die Rußige Taschenratte (Cratogeomys fumosus) ist eine in Mexiko endemische Säugetierart. Sie gehört zur Ordnung der Nagetiere und zur Familie der Taschenratten (Geomyidae). Sie kommt nur in Zentralmexiko in der Region Querétaro und Colima vor.

## Merkmale
Die Rußige Taschenratte erreicht eine Kopf-Rumpf-Länge bei den Männchen und 15,5 bis 27 Zentimetern bei den Weibchen, der Schwanz wird bei den Männchen 7,5 bis 11 Zentimeter und bei den Weibchen 6,5 bis 10,5 Zentimeter lang. Dabei erreichen die Männchen ein Gewicht von 300 bis 1050 Gramm und die Weibchen ein Gewicht von 250 bis 400 Gramm. Damit gehören sie zu den größeren Arten der Gattung und die Männchen in der Regel deutlich größer und schwerer als die Weibchen, sie sind jedoch auch sehr variabel in ihrer Größe und variieren auch regional mit Populationen von eher großen und eher kleinen Individuen. Die Rückenfarbe variiert von einem hellen Braun bis Schwarz, die Bauchseite ist heller gefärbt. Die Bezeichnung Rußige Taschenratte (auf Englisch smoky pocket gopher) bezieht sich dabei allein auf die Tiere aus Populationen in der Region um Colima, die eine rußig-graue Fellfarbe haben und aus der der Typus der Erstbeschreibung stammte.
Wie alle Taschenratten besitzen die Tiere mit Fell ausgekleidete Backentaschen, die sich zum Mund öffnen und als Nahrungsspeicher genutzt werden. Die zu Nagezähnen ausgebildeten Schneidezähne (Incisivi) zeichnen sich durch eine einzelne zentrale Furche auf der Vorderseite aus, die sich weniger deutlich auch auf der Innenseite befindet. Die Tiere haben einen diploiden Chromosomensatz von 2n=40 Chromosomen (FN=86).

## Verbreitung
Die Art ist endemisch in Mexiko, wo sie im Trans-Mexikanischen Vulkangürtel am südlichen Ende des zentralmexikanischen Plateaus vorkommt. Die Verbreitungsgebiete reichen von den Staaten Jalisco und Colima im Westen bis Hidalgo und Mexiko-Stadt im Osten. Die Höhenverbreitung liegt zwischen etwa 300 bis 3.370 Meter, in der Regel leben die Tiere in Regionen von mehr als 2.000 Metern Höhe und vor allem in Colima und Jalisco kommen Populationen auch in niedrigeren Lagen vor.

## Lebensweise
Die Rußige Taschenratte bevorzugt Lebensräume auf vulkanischen Böden mit mehr als einem Meter Bodentiefe. Zu ihren wichtigsten Lebensräumen gehören Kiefern- und Eichenwälder sowie Weideland, aber sie kann auch in Ruderalflächen und landwirtschaftlichen Nutzflächen leben. In Flachlandgebieten, in denen sie anzutreffen ist, bevorzugt sie sandige bis schluffige Böden mit einer Vegetation aus trockenresistenten Gräsern und Gebüschen. Die Art lebt in einem unterirdischen Tunnelsystem mit einem zentralen Nestbereich aus mehreren Nest- und Lagerkammern, von der zahlreiche nahe unter der Bodendecke befindliche Futtergänge abzweigen. Wie alle Taschenratten ernährt sich auch diese Art wahrscheinlich vor allem von unterirdischen Pflanzenteilen wie Wurzeln und Knollen, der Anteil oberirdisch wachsender Pflanzenteile an der Nahrung ist sehr gering. Wenn die Tiere unter landwirtschaftlich genutzten Flächen vorkommen, können sie teilweise großen Schaden anrichten und werden entsprechend als Schädlinge bekämpft.
Die Aktivitätsphasen verteilen sich wahrscheinlich über den gesamten Tag und es gibt auch keine Überwinterungszeit. Die Fortpflanzung findet wahrscheinlich während des gesamten Jahres statt, trächtige Weibchen wurden im Februar, April und Juli gefangen. Über die Fortpflanzung liegen darüber hinaus kaum Informationen vor.

## Systematik und Etymologie
Die Rußige Taschenratte wird als eigenständige Art der Gattung Cratogeomys innerhalb der Taschenratten (Geomyidae) eingeordnet. Die wissenschaftliche Erstbeschreibung erfolgte 1892 durch Clinton Hart Merriam unter dem wissenschaftlichen Namen Geomys fumosus. Das Typusexemplar wurde am 27. März 1892 von Edward William Nelson bei Colima gesammelt. 1895 führte Merriam dann die für die Wissenschaft neue Gattung Cratogeomys unter anderem für die Merriam-Taschenratte (Cratogeomys merriami) ein.  Teilweise wurde die Gattung als Untergattung von Pappogeomys betrachtet, später jedoch wieder in den validen Gattungsstatus erhoben. Die ursprünglich eigenständigen Arten Cratogeomys gymnurus, Cratogeomys neglectus, Cratogeomys tylorhinus und Cratogeomys zinseri wurden der Rußigen Taschenratte als Synonyme zugeordnet, zugleich wurde die Toluca-Taschenratte (Cratogeomys planiceps) als eigenständige Art etabliert. Auf der Basis molekularbiologischer Daten wurde die Rußige Taschenratte und die Toluca-Taschenratte als Schwesterarten identifiziert, die gemeinsam die Cratogeomys fumosus-Gruppe bilden.
Innerhalb der Art werden zusammen mit der Nominatform vier Unterarten unterschieden:
- Cratogeomys fumosus fumosus (Merriam, 1892): Nominatform, im westlichen Michoacán und angrenzenden Gebieten von Jalisco und Colima
- Cratogeomys fumosus angustirostris Merriam, 1903: im südwestlichen Teil des Zentralmexikanischen Beckens
- Cratogeomys fumosus imparilis Goldman, 1939: im zentralen Michoacán
- Cratogeomys fumosus tylorhinus Merriam, 1895: im südöstlichen Teil des Zentralmexikanischen Beckens sowie in den Staaten Querétaro, Hidalgo und dem Distrito Federal.

Der Gattungsname ist ein griechisches Wortgebilde »crataios κραταιος« für »stark, kräftig«, »geō-, gē γεω-, γη« für »Boden, Erde« und »mys μυς« für »Maus«. Der Artname »fumosus« ist das lateinische Wort für »rauchgrau« von »fumus, fumi« für »Rauch«.

## Status, Bedrohung und Schutz
Die Rußige Taschenratte wird von der International Union for Conservation of Nature and Natural Resources (IUCN) als „nicht gefährdet“ (Least Concern, LC) eingestuft und die Bestände werden als stabil eingeschätzt. Begründet wird dies mit ihrer weiten Verbreitung, der vermuteten großen Population, des Vorkommens in Schutzgebieten, der Toleranz gegenüber Veränderungen ihres Lebensraums, die auch landwirtschaftliche Flächen umfassen, und weil die Bestände wahrscheinlich nicht in dem Maße abnehmen, wie es für die Aufnahme in eine Gefährdungskategorie erforderlich wäre. Es gibt keine bekannten größeren Bedrohungen für die Art. In großen Teilen des Verbreitungsgebietes wird allerdings der Lebensraum durch die zunehmende Landwirtschaft und menschliche Besiedlung verändert und geht teilweise verloren, zudem wird diese Art in Teilen ihres Verbreitungsgebietes als Schädling verfolgt. Besonders gefährdet sind isolierte Populationen in Colima, am Lago de Morenos in Jalisco und in Querétaro.

## Belege
1. 1 2 3 4 5 6 7  M.S. Hafner: Smoky Pocket Gopher Cratogeomys fumosus. In: Don E. Wilson, T.E. Lacher, Jr., Russell A. Mittermeier (Hrsg.): Handbook of the Mammals of the World: Lagomorphs and Rodents 1. (HMW, Band 6) Lynx Edicions, Barcelona 2016, S. 268–269, ISBN 978-84-941892-3-4.
2. 1 2 3 4  Cratogeomys fumosus in der Roten Liste gefährdeter Arten der IUCN 2019.1. Eingestellt von: Álvarez-Castañeda, S.T., Lacher, T. & Vázquez, E., 2016. Abgerufen am 9. Mai 2019.
3. 1 2  Clinton Hart Merriam: Revision of the pocket gophers, family Geomyidæ, exclusive of the species of Thomomys. In: North American fauna. Nr. 8, 1895, S. 1–262 (biodiversitylibrary.org).
4. ↑  Cratogeomys fumosus. In: Don E. Wilson, DeeAnn M. Reeder (Hrsg.): Mammal Species of the World. A taxonomic and geographic Reference. 2 Bände. 3. Auflage. Johns Hopkins University Press, Baltimore MD 2005, ISBN 0-8018-8221-4.
5. ↑  
Clinton Hart Merriam: Descriptions of nine new mammals collected by E. W. Nelson in the states of Colima and Jalisco, Mexico. In: Proceedings of the Biological Society of Washington. Band 7, 1892, S. 164–174 (biodiversitylibrary.org).
6. ↑  fumosa / fumosus bei HBW Alive